# Las Rozas de Madrid
Las Rozas de Madrid település Spanyolországban, Madrid tartományban. Las Rozas de Madrid Madrid, Majadahonda, Villanueva del Pardillo, Galapagar, Torrelodones, Fuencarral-El Pardo és Moncloa-Aravaca községekkel határos. Lakosainak száma 98 590 fő (2024).

## Népesség
A település népessége az utóbbi években az alábbiak szerint változott:
| Lakosok száma | 59 002 | 68 061 | 79 876 | 86 340 | 90 390 | 92 784 | 95 071 | 95 814 | 95 725 | 98 590 |
|               | 2001   | 2004   | 2007   | 2009   | 2012   | 2014   | 2017   | 2019   | 2022   | 2024   |